# Fährschiff Typ 0
Das Fährschiff Typ 0 war ein Schiffstyp der HADAG Seetouristik und Fährdienst AG, der in den 1950er Jahren für den Einsatz im Hamburger Hafen entwickelt wurde. Der Typ 0 war Teil des Typschiffsprogramms. Die Barkassen für bis zu 129 Personen wurden für den Zubringerdienst zu im Hafen liegenden Seeschiffen und den Fähreinsatz auf Hafenfährlinien mit niedrigem Fahrgastaufkommen gebaut.

## Allgemeine Daten
Die Entwicklung des Schiffstyps 0 ging auf ein Neubauprogramm der HADAG zurück, das Ende der 1940er-Jahre gestartet wurde, um die veraltete Flotte der Reederei zu ersetzen. Geplant waren fünf Hauptschiffstypen, die auf bestimmte Anforderungen des Hafenverkehrs zugeschnitten waren. Der Typ 0 war für den Zubringerdienst zu an Dalben liegenden Seeschiffen ohne Landgang, genannt Jollenführerdienst, und den planmäßigen Einsatz auf Hafenfährlinien mit geringem Fahrgastaufkommen vorgesehen. Die Schiffe wurden nach historischen Belegenheiten im Hamburger Hafen benannt.

## Technische Daten
Die Barkassen waren etwa 18,5 Meter lang und um 5,5 Meter breit. Der Tiefgang betrug 1,45 Meter, die Seitenhöhe 1,95 Meter. Die Schiffe waren flach gebaut, um die Brücken im Hafen unterfahren zu können. Sie hatten einen genieteten Rumpf aus Stahl. Das erste Schiff hatte ein mittschiffs offenes Deck mit einer Kajüte am Heck, die beiden anderen einen geschlossenen Decksaufbau und ein kleines Freideck am Heck.
Die Barkassen wurden dieselelektrisch angetrieben (DES). Die Hauptmaschine war ein MAN-Schiffsdieselmotor des Typs W6V mit acht Zylindern, der bei einer Drehzahl von 860 Umdrehungen pro Minute eine Leistung von 172 PS erreichte. Fahrgenerator und Fahrmotor stammten von AEG. Der Generator hatte eine Nennspannung von 440 Volt und eine Leistung von 100 Kilowatt (KW). Der Fahrmotor leistete 120 PS und erreichte eine maximale Drehzahl von 1500/min, die von einem Getriebe des Herstellers Lohmann & Stolterfoht auf 450/min heruntergesetzt wurde. Die Schiffe wurden von einem Propeller von Theodor Zeise mit einem Durchmesser von 1,17 Metern angetrieben und erreichten eine Geschwindigkeit von 9,5 Knoten.
Das Gleichstrom-Bordnetz hatte eine Spannung von 110 Volt. Installiert war ein Generator von AEG, der eine Nennspannung von 115 Volt und eine elektrische Nennleistung von 8 KW bei 2500/min und 6 KW bei 1560/min hatte. Für die elektrische Versorgung bei stillstehender Hauptmaschine war ein kleiner Hilfsdieselmotor mit einer Leistung von 16 PS bei 1000/min des Typs MWM KDW 415 Z vorhanden, der einen Generator mit einer Leistung von 10 KW antrieb.

## Schiffe
Die drei Schiffe wurden von verschiedenen Werften in Hamburg gebaut. Die Kehrwieder, benannt nach einem Ort am westlichen Ende der Speicherstadt, entstand unter der Baunummer 72 auf der Werft Pohl & Jozwiak. Sie lief am 18. Juli 1953 vom Stapel, wurde am 4. August 1953 an die HADAG abgeliefert und am 6. August 1953 unter der Nummer 18 930 in das Binnenschiffsregister eingetragen. Die Barkasse wurde am 12. Juni 1960 in Reiherstieg, einem Nebenarm der Elbe, umbenannt. Die Baumwall, benannt nach einem Teil der Hamburger Wallanlagen, wurde bei Gustav Wolkau unter der Baunummer 1090 gebaut, lief am 15. Juni 1954 vom Stapel und wurde am 26. Februar 1955 abgeliefert und mit der Nummer 19 155 ins Binnenschiffsregister eingetragen. Das dritte Schiff wurde auf den Namen Hafentor getauft. Hafentor bezeichnet den oberen, östlichen Teil der St. Pauli-Landungsbrücken. Die Hafentor wurde auf der Harburger Werft Scheel & Jöhnk gebaut. Die Baunummer lautete 379. Abgeliefert wurde die Barkasse am 29. Oktober 1955, die Eintragung in das Binnenschiffsregister unter der Nummer 19 143 erfolgte am 1. November 1955.
Im Zuge eines Modernisierungsprogramms wurden die Barkassen außer Dienst gestellt und am 15. Dezember 1975 an die Shiptrade Corporation SA, Piräus, verkauft und vom neuen Eigentümer nach Nigeria verschifft.

### Bauliste
| Schiffsname | Indienst- stellung | Außerdienst- stellung | Bauwerft (Baunummer) | Umbenennung (Jahr)      | Verbleib                                               | Zustand / Nutzung |
| ----------- | ------------------ | --------------------- | -------------------- | ----------------------- | ------------------------------------------------------ | ----------------- |
| Hafentor    | 1955               | 1975                  | Scheel & Jöhnk (379) | -                       | Nigeria                                                |                   |
| Baumwall    | 1955               | 1975                  | Gustav Wolkau (1090) | -                       | 1975 verk. an Shiptrade, Piräus, f. Einsatz in Nigeria |                   |
| Kehrwieder  | 1953               | 1975                  | Pohl & Jozwiak (72)  | Reiherstieg (1960–1975) | 1975 verk. an Shiptrade, Piräus, f. Einsatz in Nigeria |                   |